# マルヤガーデンズ
マルヤガーデンズ（Maruya Gardens）は、鹿児島県鹿児島市呉服町にあるテナント型商業施設。

## 歴史

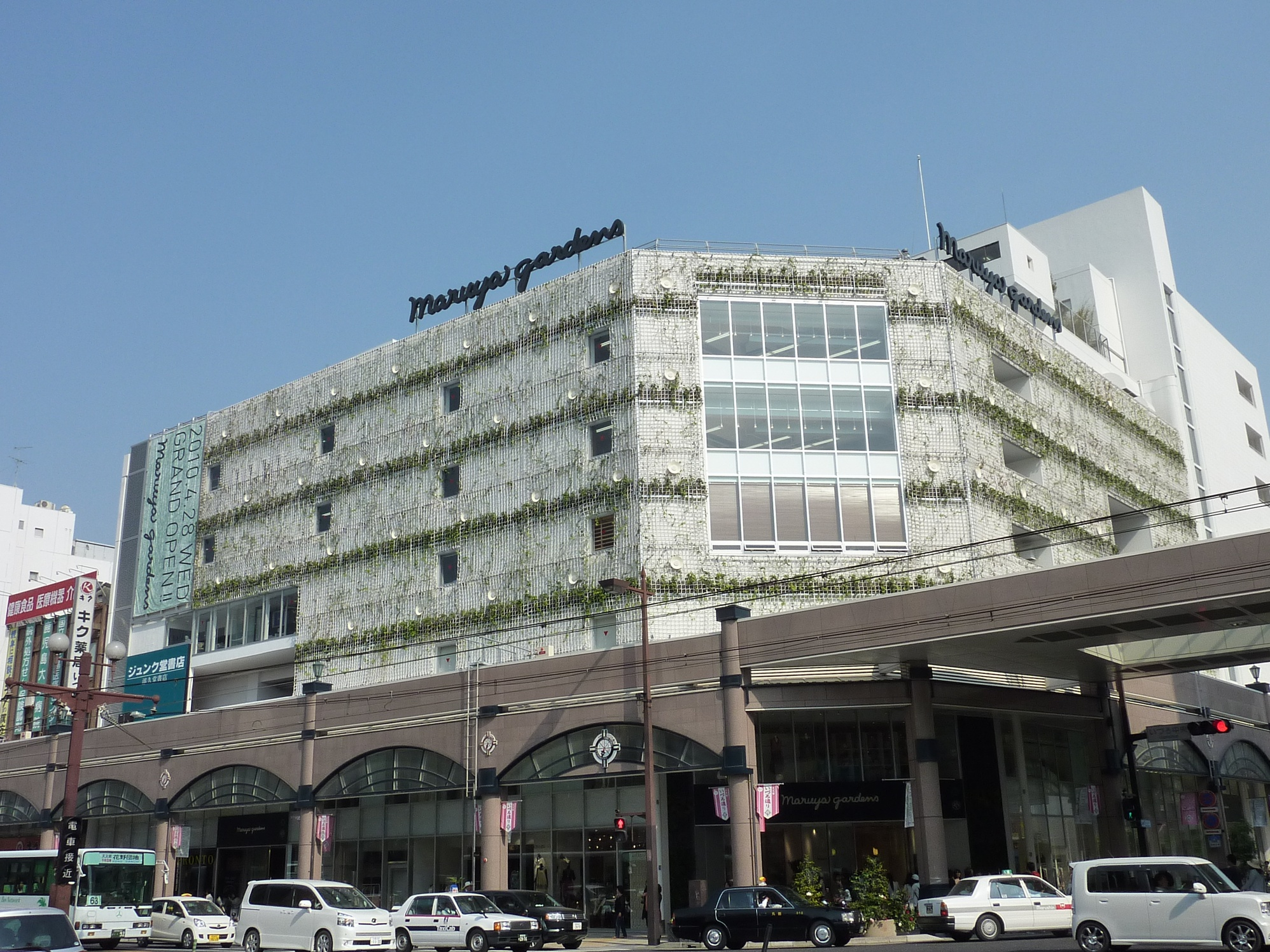
2010年のオープン当時の外観

### 三越鹿児島店
1892年（明治25年）創業の呉服店である丸屋は、戦後の1961年（昭和36年）に業態転換して丸屋デパートを開業した。三越との業務提携を経て、1984年（昭和59年）からは、鹿児島三越（後の三越鹿児島店）として営業していた店舗の不動産管理等の業務に業態転換した。

### マルヤガーデンズ
2009年（平成21年）5月、経営不振によって三越鹿児島店が閉店すると、丸屋が建物の大規模なリノベーションを施し、2010年（平成22年）4月28日にマルヤガーデンズがオープンした。この際の事業費は約43億円であった。
2016年度にかけて大幅リニューアルされ、鹿児島初出店となるロフトなどが入居した。2020年（令和2年）秋には無印良品が天文館地域へ13年ぶりに再出店した。

## 特色
三越の様な「デパートメントストア」ではなく、顧客やテナントなど全てが有機的につながり合う「ユナイトメントストア」を標榜している。このため、各フロアにコミュニティスペースである「ガーデン」が配置されている。これは開店当初、フロアが埋まらないために設けた苦肉の策であったが、講演会やライブ、展示会など多種多様な催しにより集客効果を発揮し、2025年時点では3フロアになっているが、月に20-30件程度のイベント開催を維持している。外壁や屋上が緑化されているのも大きな特徴である。また、託児所（ガーデンキッズマルヤ）も設けられている。
テナントの目玉として、全館にわたり総合プロデュースを手がけたナガオカケンメイが率いるデザインセレクトショップD&DEPARTMENT PROJECT KAGOSHIMA by MARUYA、2フロアで約1,300坪という南九州最大級の規模と蔵書数を誇るジュンク堂書店鹿児島店、そして天文館地区として約4年ぶりの復活となる映画館（Gardens Cinema）などが入居している。
マルヤガーデンズの特徴として雑貨の売上比率が高いことが挙げられ、約半分が雑貨である。これに対し日本百貨店協会の集計する2025年3月の全国の百貨店売上高に占める雑貨の比率は22.5パーセントであった。ガーデンでのイベント開催と目新しい出店店舗により天文館における交流拠点としての立場を確立し、来館客数はコロナ禍初年度以外は増加を続け、2024年度で約60億円の売上となっている。
『百貨店跡地の再生商業施設「ユナイトメントストア」[マルヤガーデンズ]』と『屋上庭園「ソラニワ」』で、2010年度グッドデザイン賞受賞。

## 主要テナント

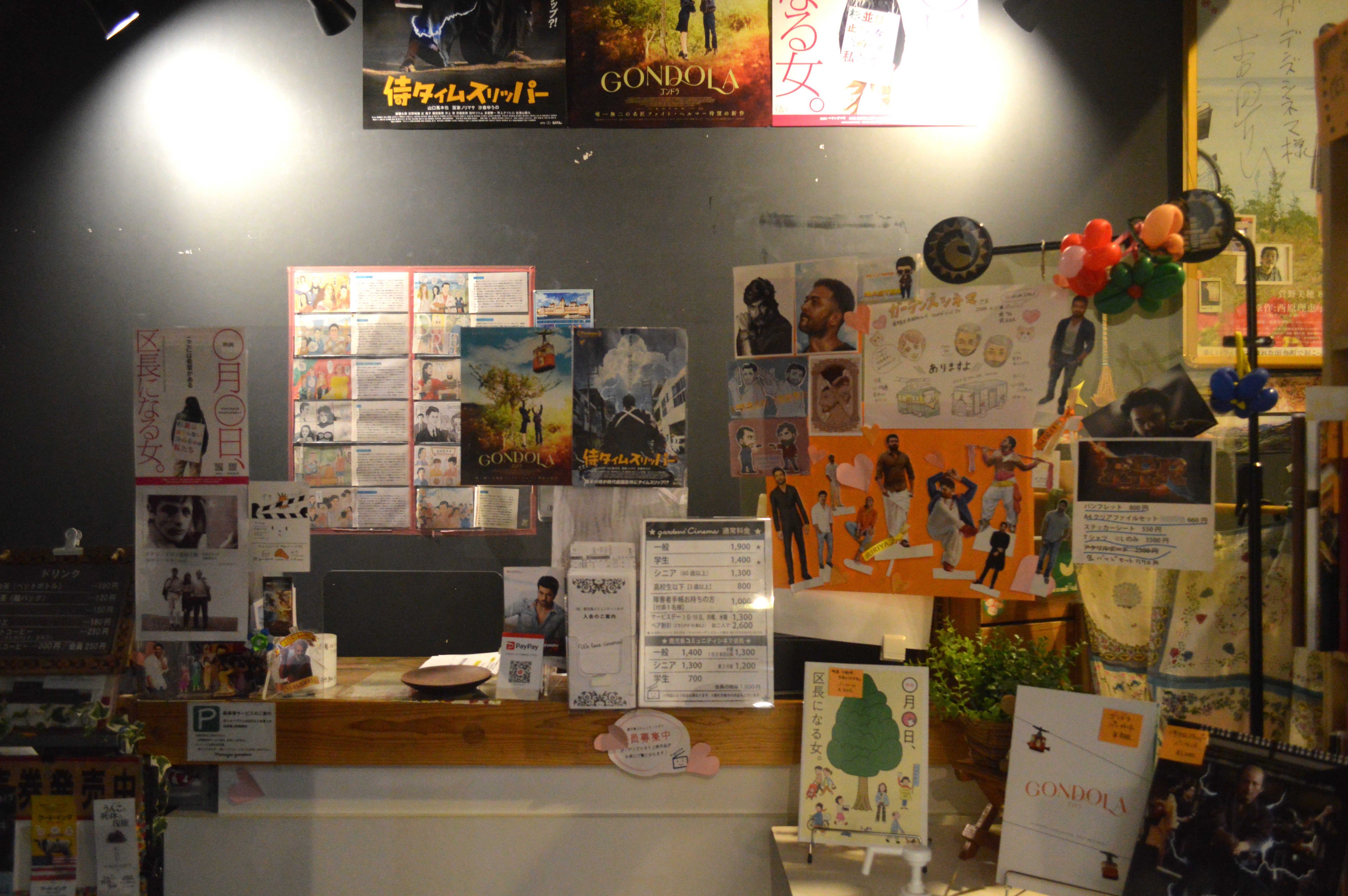
ガーデンズシネマ

### 現在のテナント
B1F
- 北野エース
- ニュークイック
- さかな屋 魚心
- 惣菜の花水車
- トロピカーナとやせや八兵衛
- ベッカライ ブレドール・ヒロ
- お茶のさつき園
- ジュースバー アマンビーチ
- たこ焼き まるたこ
- 寿司処 えどとく

1F
- スターバックス - 2階フロアと吹き抜けでつながっている
- ビューティ&ユース ユナイテッドアローズ (BEAUTY&YOUTH UNITED ARROWS)
- グレースコンチネンタル (GRACE CONTINENTAL)
- マックスマーラ (MaxMara)
- ヴィヴィアン・ウエストウッドレッドレーベル (Vivienne Westwood)
- エテ (ete) - ジュエリー

2F
- ノリエム (NorieM)
- ハリス (Harriss)
- カンペール (CAMPER)- 婦人靴、バッグ
- トリッペン (trippen) - 婦人靴

3F
- ロフト（雑貨店） - 2016年4月1日開店

4F
- D&DEPARTMENT PROJECT KAGOSHIMA by MARUYA - 家具・雑貨・リサイクル商品・デザイン書籍
- gardens Ballet Studio - カルチャー
- D-Eye Kagoshima - メガネ、サングラス
- アヴィレクス（AVIREX）- メンズ、レディースファッション

5F
- 無印良品

6F
- ジュンク堂書店鹿児島店（約1,300坪） - 書籍（和書、洋書、コミック）、文具

7F
- ガーデンズシネマ - 映画館（ミニシアター）
- シンケン スタイルキッチン - モデルルーム＆カフェ

8F・RF
- THE JAPONAIS KAGOSHIMA - ブライダルレストラン（ビアガーデンも営業）

### かつて存在したテナント
B1F
- 丸屋洋品店

1F
- PRONTO - カフェバー（7：30～23：00）

3F
- 好日山荘 - アウトドア
- ペットパラダイス - ペット用品
- 東急ハンズトラックマーケット（2012年7月6日 - 2013年2月24日）

4F
- CHIN JUKAN POTTERY STORE - 沈壽官窯（薩摩焼）

5F
- 丸善鹿児島マルヤガーデンズ店 - 文房具の専門店、ジュンク堂書店に併設されていた
- ジュンク堂書店鹿児島店 5Fフロア（2020年3月8日をもって終了し6階フロアへ集約された）